# Groß Gievitz
Groß Gievitz était une municipalité allemande située dans le land de Mecklembourg-Poméranie-Occidentale et l'arrondissement du Plateau des lacs mecklembourgeois.
Depuis le 1er janvier 2012 elle a fusionné avec les communes de Lansen-Schönau et Hinrichshagen pour former la nouvelle commune de Peenehagen.